# نخست‌وزیر لهستان
نخست‌وزیر لهستان (لهستانی: Prezes Rady Ministrów Premier Polski) رئیس شورای وزیران لهستان نخست‌وزیر این کشور است، که رهبر کابینه و رئیس حکومت لهستان می‌باشد.

## نخست‌وزیر در قانون اساسی
مسئولیت‌های فعلی و سنت‌های دیرین این ارگان از زمان شکل‌گیری لهستان در (۱۹۸۹) همچنان در لهستان معاصر ادامه دارد، مسئولیت این نهاد دولتی در قانون اساسی لهستان در سال ۱۹۹۷ تدوین شده‌است. براساس قانون اساسی، رئیس‌جمهور لهستان نخست‌وزیر را انتخاب کرده و وی را منصوب می‌کند که وی اعضای هیئت دولت لهستان را پیشنهاد می‌کند. چهارده روز پس از انتصاب نخست‌وزیر جدید، وی باید برنامه‌ای در خصوص دستور کار دولت به مجلس سفلی پارلمان لهستان ارائه کند، و مجلس به دستور داده شده توسط نخست‌وزیر رای اعتماد می‌دهد.

## نخست‌وزیر
هجدهمین نخست‌وزیر لهستان و نخست‌وزیر کنونی این کشور دونالد توسک از حزب سکوی مدنی است. او یک سیاستمدار لهستانی است که پیشتر بین سال های ۲۰۰۷ تا ۲۰۱۴ نیز نخست‌وزیر لهستان بود.